# حديقة المنيزلة
حديقة المنيزلة هي حديقة حديثة وضع أمين الأحساء الحجر الأساس لها عام 2014، تقع في المنطقة الشرقية في محافظة الأحساء في المملكة العربية السعودية. وُضعت خطة لتوسيعها عام 2015 لتصبح مساحتها 18 ألف متر مربع بدلاً من 14 ألف متر مربع.

## التأسيس
في عام 2014، وضع أمين الأحساء المهندس عادل بن محمد الملحم، حجر الأساس لمشروع حديقة المنيزلة التي تبلغ مساحتها 14 ألف متر مربع، وتضم بيتاَ تراثياً من الطين ومرافق التنزه وألعاب الأطفال وملاعب الكرة للشباب، بجانب المرافق الأخرى المساندة. ويتضمن المشروع تخصيص مواقع لألعاب الأطفال، ومظلات للعائلات، موقع لملاعب الشباب، مضمار مشاة، مجسم بيت «تراثي» من الطين، موقع للجري وممارسة الرياضة، زراعة مسطحات خضراء وأشجار وشجيرات وزهور.

## التوسيع
صرح عضو المجلس البلدي مشرف الدائرة الخامسة في الأحساء علي بن حجي السلطان عن زيادة مساحة حديقة بلدة المنيزلة الجديدة، بهدف توسعتها لإقامة منشآت مستقبلية فيها، وغَافة قطعة الأرض الملاصقة لها من الجهة الجنوبية والتي تصل مساحتها إلى 5 آلاف متر مربع، لتضاف إلى مساحتها القائمة التي تبلغ 13 ألف متر مربع، وبذلك تكون أكبر حديقة على مستوى البلدات الشرقية، وأنه تم الإنتهاء من حفر بئر في الحديقة وإنشاء خزان مياه أرضي لتجميع المياه لأغراض ري المزروعات ومرافق الحديقة والمنطقة المحيطة بها، مضيفاً أن الحديقة تحتوي على ملعب لكرة القدم زُرع بالشعب الصناعي، وملعب آخر لكرتي الطائرة والسلة، وانشاء مضمار مشي داخل أسوار الحديقة، وستستحدث كافتريا تطل على الطريق الموازي للحديقة مباشرة.

## وصلات خارجية
- حديقة المنيزلة